# Lunow-Stolzenhagen
Lunow-Stolzenhagen è un comune di 1 155 abitanti del Brandeburgo, in Germania.

Appartiene al circondario del Barnim ed è parte della comunità amministrativa di Britz-Chorin-Oderberg.

## Storia
Il comune di Lunow-Stolzenhagen fu creato il 1º marzo 2002 dalla fusione dei comuni di Lunow e Stolzenhagen.

## Geografia antropica

### Suddivisioni amministrative
Il territorio comunale comprende 2 centri abitati (Ortsteil):
- Lunow
- Stolzenhagen